# Canelones (departement)
Canelones er et af de 19 departementer i Uruguay. Departementet har et areal på 4.536 kvadratkilometer og et indbyggertal (pr. 2004) på 485.240.
Canelones-departementets hovedstad er byen Canelones.
34°31′27″S 56°16′54″V / 34.5242°S 56.2817°V